# ブレイキング・ベンジャミン
ブレイキング・ベンジャミン（Breaking Benjamin）は、アメリカ合衆国のロックバンド。
アメリカでは圧倒的な人気を誇っている新世代オルタナティヴ・ロック・バンドで、これまでに4枚のアルバムをリリースしているが、その内2枚が全米で100万枚以上を売り上げる大ヒットを記録した。「怒りと悲しみが同居する、激しくもどこか切ない楽曲」が、彼等の持ち味である。

## 略歴
1998年にベンジャミン・バーンリー（ボーカル）とジャーミー・ハメル（ドラム）が中心となり結成。なお、「ブレイキング・ベンジャミン（壊している、ベンジャミン）」というバンド名は、ある日バンドがニルヴァーナの楽曲を演奏している最中に、ボーカルのベンジャミン・バーンリーが目の前にあったマイクを蹴って破壊したことから思いついたと言われている。その後、一時は「Plan 9」という新たなバンド名の案も出ていたが、あまり気に入らなかったという。
2001年にベーシストのジョナサン・バグ・プライスが脱退。それを受けて、ギタリストのアーロン・フィンクとベーシストのマーク・クレパスキーが加入した。
2002年初頭には、メジャーレーベルのハリウッド・レコードと契約を結び、直後に自身の名を冠したファーストEP『Breaking Benjamin』でデビューを飾った。これが2000枚を売り上げ、それに続く形で同年8月27日にファースト・アルバム『Saturate』をリリース。このアルバムは、全米アルバムチャートにて初登場136位を記録している。
2004年6月29日には、セカンド・アルバムとなる『ウィ・アー・ノット・アローン』をリリースし、全米アルバムチャートにて初登場20位を記録。その後もセールスは伸び続け、結果的に100万枚以上を売り上げ、プラチナム・ディスクに認定された。この年、ハメルが脱退し、翌年からドラムにチャド・スゼリガーを迎えている。
2006年8月6日には、サード・アルバム『フォビア』をリリースし、全米アルバムチャートにて初登場2位を記録。同アルバムからのファースト・シングル「The Diary of Jane」が、全米メインストリーム・ロック・チャートにて最高2位を記録し、続くセカンド・シングル「Breath」で遂に同チャートで1位を獲得。これらの成功と共にアルバムもセールスを伸ばし続け、結果的に前作と同じく100万枚以上を売り上げプラチナム・ディスクに認定。
2009年9月29日には、アルバム『ディア・アゴニー』をリリースし、全米アルバムチャートにて初登場4位を記録。2011年現在までに、全米で50万枚以上を売り上げ、ゴールド・ディスクに認定されている。
2010年の夏から、バンドは、ベンジャミン・バーンリーの病気のため、活動を休止すると発表した。
2011年5月、バーンリーは裁判所を通じ、アルバムへの収録が見送られた楽曲を公にするにあたって、フィンクとクレパスキーが不公平な決定をしたと表明。これにより両名は解雇され、メンバーはバーンリーとスゼリガーの2名となった。この件についてフィンクとクレパスキーは弁護士を通じバーンリーの主張を否定している。双方の主張は相違し、調停でバーンリーはバンドの名称をめぐる占有権と、少なくとも25万ドルの損害賠償を求めた。またバーンリーは和解が成立したのちバンドを再始動する計画だと述べている。
2013年4月、バンドの名称をめぐる権利をバーンリーが得る形で紛争は解決する。同時にバンドの活動を続けていくことを公式サイトで発表した。しかし同時期にスゼリガーは創造的な違いを理由にバンドを脱退、同年10月からバーンリーを唯一のメンバーとしアコースティック形式によるライブ活動を再開。
2014年8月、新たなメンバーを4人迎え、ボーカルのバーンリーを中心とした5人編成となった。同年10月には新たなアルバムの制作を行っていることを新ドラマーのフォイストがインタビューで明らかにした。

## メンバー

### 現在のメンバー
- ベンジャミン・バーンリー (Benjamin Burnley) - ボーカル、ギター (1998年–)
- キース・ウォーレン (Keith Wallen) - ギター、バック・ボーカル (2014年-)
- ジェイセン・ラウチ (Jasen Rauch) - リードギター (2014年-) : Redの元メンバー
- アーロン・ブラッチ (Aaron Bruch) - ベース、バック・ボーカル (2014年-)
- ショーン・フォイスト (Shaun Foist) - ドラム、パーカッション (2014年-)

### 旧メンバー
- アーロン・フィンク (Aaron Fink) - ギター (1998年、2001年-2011年)
- マーク・クレパスキー (Mark Klepaski) - ベース (2001年-2011年)
- ジャーミー・ハメル (Jeremy Hummel) - ドラム (1998年-2004年)
- ジョナサン・バグ・プライス (Jonathan "Bug" Price) - ベース (1998年-2001年)
- チャド・スゼリガー (Chad Szeliga) - ドラム (2005年-2013年)

## ディスコグラフィ

### アルバム
| 2002                                      | Saturate                                      | - 発売日: 2002年8月27日 - レーベル: Hollywood - フォーマット: CD, digital download                                      | 136 | —  | —  | —  | —  | —  | —  | —  | - US: ゴールド                |
| 2004                                      | ウィ・アー・ノット・アローン We Are Not Alone | - 発売日: 2004年6月29日 - レーベル: Hollywood - フォーマット: CD, cassette, digital download - 全米売上: 100万枚        | 20  | —  | —  | —  | —  | 14 | —  | —  | - US: プラチナ - NZ: ゴールド |
| 2006                                      | フォビア Phobia                               | - 発売日: 2006年8月8日 - レーベル: Hollywood - フォーマット: CD, CD+DVD, cassette, digital download - 全米売上: 100万枚 | 2   | —  | —  | —  | —  | 16 | —  | —  | - US: プラチナ                |
| 2009                                      | ディア・アゴニー Dear Agony                   | - 発売日: 2009年9月29日 - レーベル: Hollywood - フォーマット: CD, CD+DVD, LP, digital download - 全米売上: 83.4万枚     | 2   | —  | —  | 13 | —  | 22 | —  | —  | - US: ゴールド                |
| 2015                                      | ダーク・ビフォー・ドーン Dark Before Dawn     | - 発売日: 2015年6月23日 - レーベル: Hollywood - フォーマット: CD, LP, digital download - 全米売上: 36万枚               | 1   | 11 | 49 | 1  | 34 | 11 | 66 | 34 | - US: ゴールド                |
| 2018                                      | Ember                                         | - 発売日: 2018年4月13日 - レーベル: Hollywood - フォーマット: CD, LP, digital download                                  | 3   | 9  | 10 | 4  | 6  | 24 | 16 | 35 |                               |
| "—"は未発売またはチャート圏外を意味する。 |                                               | |     |    |    |    |    |    |    |    |                               |

### コンピレーション・アルバム
- Shallow Bay: The Best of Breaking Benjamin (2011年)
- Aurora (2020年)

### EP
- Breaking Benjamin (2001年)
- Live (2004年)
- So Cold (2004年)

### シングル
| 発表 | 曲名                | 各チャート最高位 | 各チャート最高位   | 各チャート最高位 | 収録アルバム     |
| 発表 | 曲名                | US Hot 100       | US Mainstream Rock | US Alternative   | 収録アルバム     |
| ---- | ------------------- | ---------------- | ------------------ | ---------------- | ---------------- |
| 2002 | "Polyamorous"       | -                | 19                 | 31               | Saturate         |
| 2003 | "Skin"              | -                | 24                 | 37               | Saturate         |
| 2003 | "Medicate"          | -                | -                  | -                | Saturate         |
| 2004 | "So Cold"           | 76               | 2                  | 3                | We Are Not Alone |
| 2005 | "Sooner or Later"   | 99               | 2                  | 7                | We Are Not Alone |
| 2005 | "Rain"              | -                | 23                 | 39               | We Are Not Alone |
| 2006 | "The Diary of Jane" | 50               | 2                  | 4                | Phobia           |
| 2007 | "Breath"            | 84               | 1                  | 3                | Phobia           |
| 2007 | "Until the End"     | 122              | 6                  | 21               | Phobia           |
| 2009 | "I Will Not Bow"    | 40               | 5                  | 10               | Dear Agony       |
| 2010 | "Give Me a Sign"    | -                | 12                 | 16               | Dear Agony       |

### ミュージック・ビデオ
- "Polyamorous"
- "So Cold"
- "Sooner or Later"
- "The Diary of Jane"
- "Breath"
- "I Will Not Bow"
- "Give Me a Sign"
- "Angels Fall"